# Fiesta del Pinhão
La Fiesta Nacional del Pinhão es una fiesta realizada en la ciudad de Lages, estado de Santa Catarina, Brasil. Se homenajea al fruto de la araucaria, o "pinhão". El evento se realiza en el Parque de Exposiciones Conta Dinheiro.

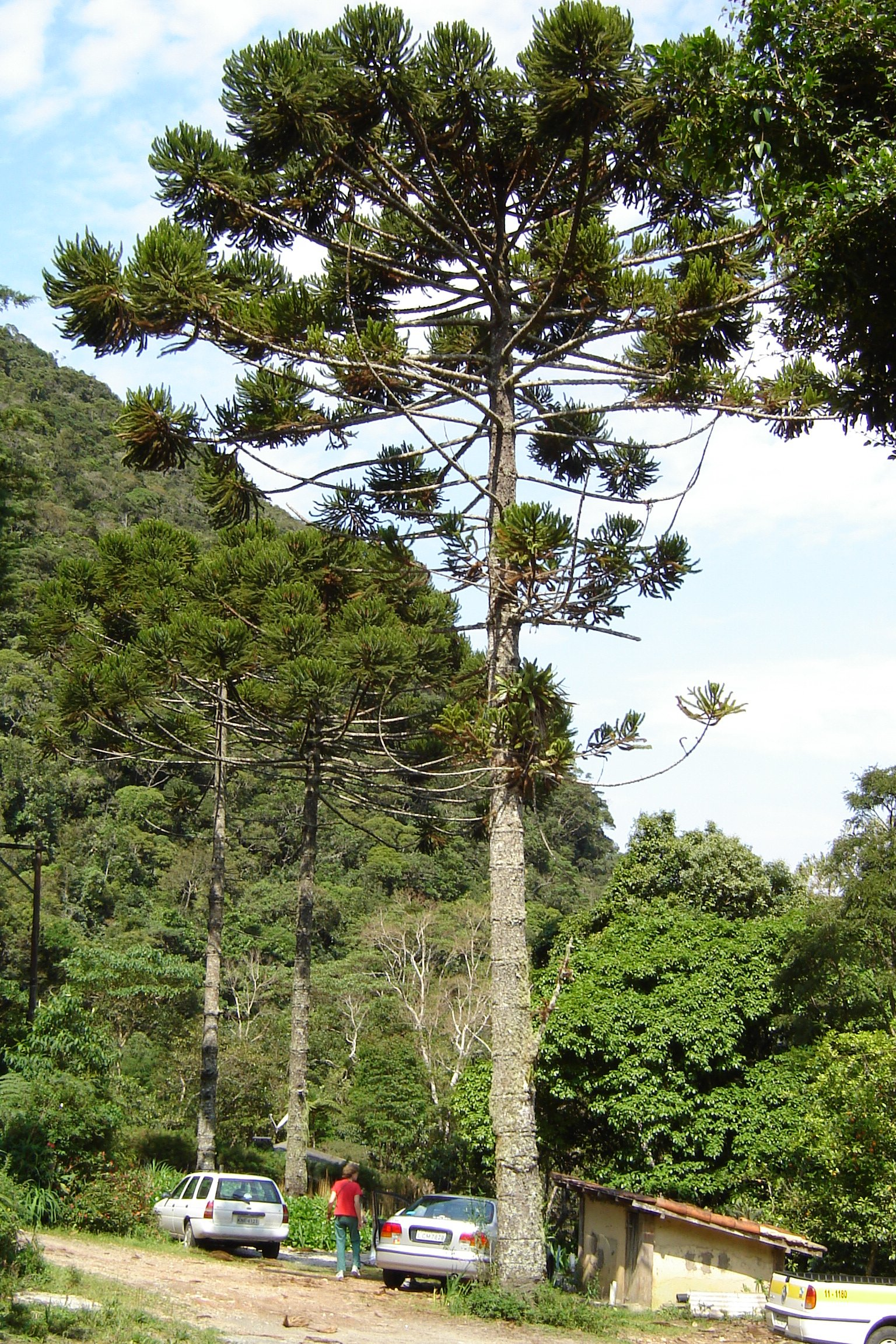
Araucaria, la productora del pinhão.

- Datos: Q8961611